# Фјодор Бондарчук
Фјодор Сергејевич Бондарчук (рус. Фёдор Серге́евич Бондарчу́к; 9. мај 1967. године, Москва, Средишњи федерални округ, РСФСР), руски је глумац, водитељ, редитељ, сценариста и продуцент.